# 90388 Philchristensen
90388 Philchristensen è un asteroide della fascia principale. Scoperto nel 2003, presenta un'orbita caratterizzata da un semiasse maggiore pari a 2,5961759 UA e da un'eccentricità di 0,1725788, inclinata di 15,73952° rispetto all'eclittica.